# Halbwertszeiten
Halbwertszeiten ist ein Dokumentarfilm, der zeigt, wie der Widerstand gegen die Wiederaufbereitungsanlage Wackersdorf in der Oberpfalz die Menschen verändert hat.

## Entstehung
Irina Kosean machte sich auf den Weg in die Oberpfalz, auf die Suche nach dem Phänomen Widerstand. Sie hat im Archiv ihres Vaters gesucht, mit WAA-Gegnern und -Befürwortern geredet und schließlich einen Film gedreht.

## Inhalt
Kosean zeigt im Film, wie der Widerstand von damals die Menschen verändert hat.
Die Kamera schwenkt von einem Gesprächspartner zum anderen. Kosean lässt z. B. eine kämpferische Oberpfälzerin, autonome Demonstranten, einen Landwirt dessen Hof eines Morgens von 500 Polizisten umstellt wurde, den früheren bayerischen Innenminister Karl Hillermeier und Gert Wölfel (damals im Vorstand der DWK) erzählen. Der Film blendet den damaligen bayerischen Ministerpräsidenten Franz Josef Strauß und historische Aufnahmen von prügelnden Polizisten oder vom Hüttendorf ein.